# Max Talmey
Max Talmey (1869 — 1941) foi um oftalmologista polonês, mais conhecido por ter sido mentor de Albert Einstein e também por seu trabalho sobre o tratamento de cataratas.